# Thymoites aloitus
Thymoites aloitus är en spindelart som beskrevs av Claude Lévi 1964. Thymoites aloitus ingår i släktet Thymoites och familjen klotspindlar. Inga underarter finns listade i Catalogue of Life.